# Nicolas Stohrer
Nicolas Stohrer était un pâtissier français. Il est connu comme le pâtissier de Marie Leszczyńska, épouse du roi Louis XV de France.

## Biographie
Les origines de Nicolas Stohrer restent inconnues. Ainsi le lieu et la date de naissance (de même que décès) n'ont jusqu'à présent pas clairement été attestés. Sa carrière de pâtissier a débuté en Alsace (Wissembourg) à la cour de Stanislas Leszczyński, roi de Pologne en exil et duc de Lorraine. 
Stohrer devient également pâtissier pour Marie Leszczyńska, fille de Stanislas, et la suit en 1725 à Versailles à la suite de son mariage avec le roi Louis XV de France.
Après avoir servi à la cour de Louis XV., il a ouvert sa propre pâtisserie à Paris en 1730, qui reste aujourd'hui la plus ancienne de la capitale.

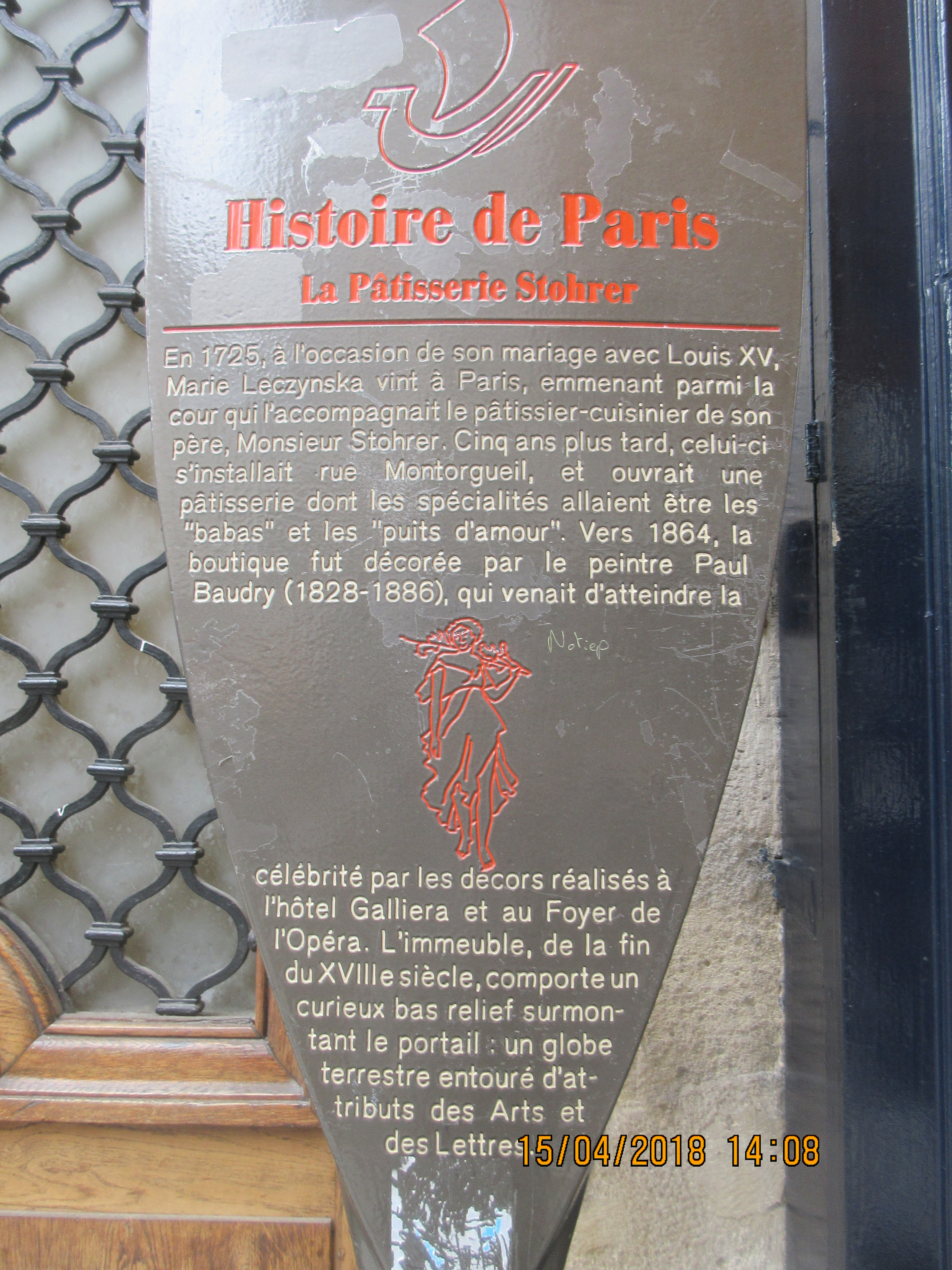
Panneau Histoire de Paris.

## Baba au rhum
Nicolas Stohrer est l'inventeur du baba au rhum, gourmandise composée de brioche sèche arrosée de vin de Malaga, parfumée au safran et servie en y ajoutant crème pâtissière, raisins secs de Corinthe et raisins frais. Ce dessert est dérivé d'une brioche sèche, pâtisserie traditionnelle polonaise non imbibée d'alcool. Le nom du dessert provient du personnage d'Ali Baba du conte des Mille et Une Nuits ; ali-baba est d'ailleurs le premier nom du dessert.

## Pâtisserie Stohrer

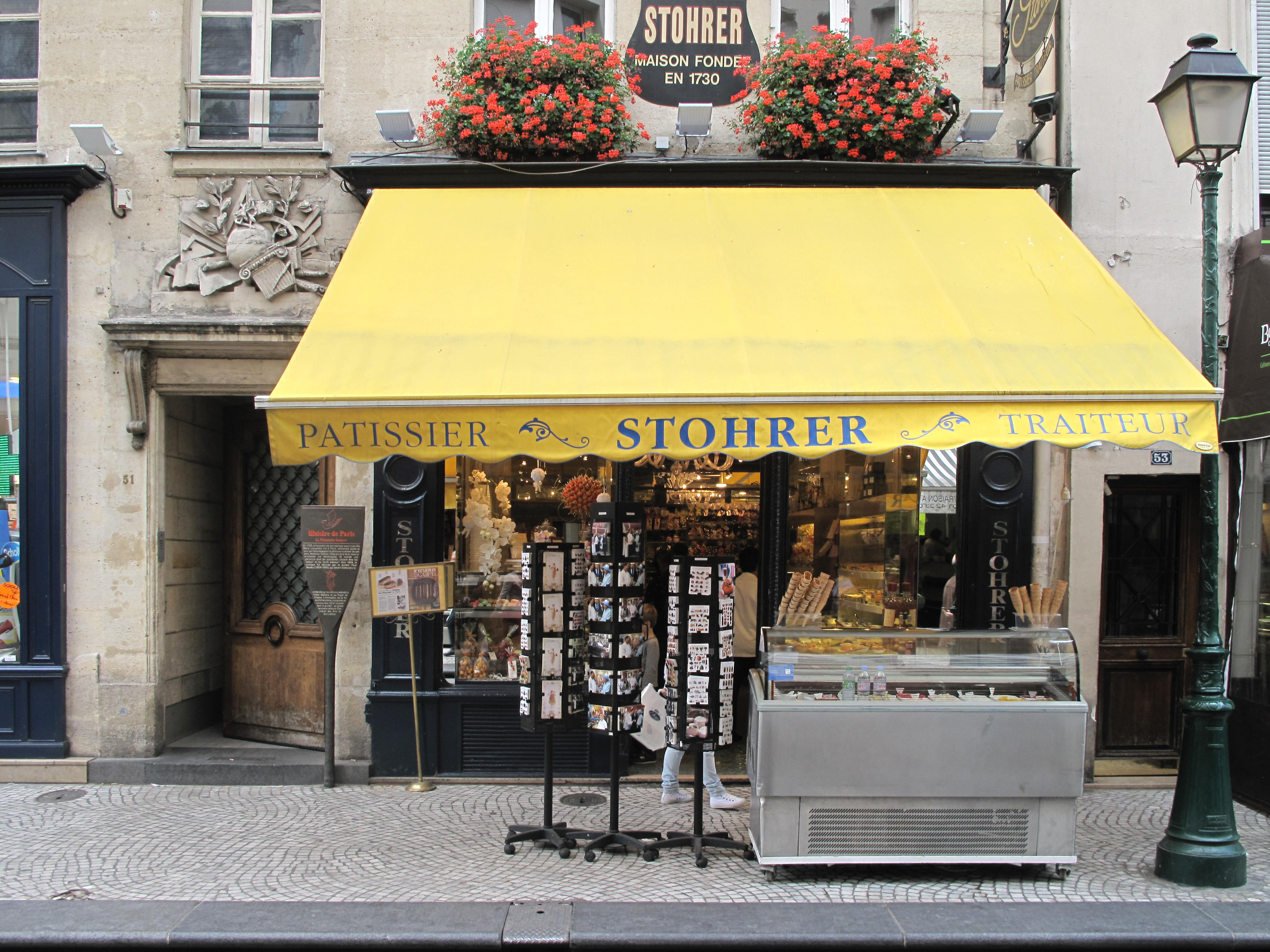
Pâtisserie Stohrer rue Montorgueil à Paris.

Nicolas Stohrer s'est installé au 51, rue Montorgueil à Paris en 1730. Cette boutique est la plus ancienne pâtisserie de Paris et est partiellement inscrite aux monuments historiques depuis le 23 mai 1984. Longtemps dirigée par Pierre Liénard, qui a diversifié son activité en ouvrant un rayon traiteur, elle a été reprise en 2017 par la famille Dolfi, qui avait précédemment repris une ancienne chocolaterie ouverte en 1761 et dénommée « À La Mère de Famille ».
En 1864, elle est décorée par le peintre Paul Baudry. L'immeuble comporte un bas relief qui surmonte le portail : un globe terrestre est entouré des attributs des arts et des lettres.

## Sources
- Les Grands Pâtissiers actuels de Nancy (interview / documentaire, entendu sur TV5 Monde le 1er mars 2008)